# نوبونا نيشيدا
نوبونا نيشيدا (باليابانية: 西田 信孝) (مواليد 13 مارس 1986م)، هو لاعب كرة قدم كان يلعب كحارس مرمى.